# 科洛馬克 (波爾塔瓦區)
49°39′17″N 34°51′49″E / 49.65472°N 34.86361°E
科洛馬克（烏克蘭語：Коломак），是烏克蘭的村落，位於該國中部波爾塔瓦州，由波爾塔瓦區負責管轄，處於科洛馬克河右岸，距離布爾季0.5公里，海拔高度90米，2001年人口18。